# 徳島県木材団地
徳島県木材団地（とくしまけんもくざいだんち）は、徳島県徳島市津田海岸町に位置する工業団地である。

## 沿革
- 1959年 - 外材入荷が開始。
- 1962年 - 河川貯木による防災、公害防止の見地より、徳島県が園瀬川下流に応急貯木場を設置。
- 1963年 - 徳島県が木材団地建設を計画、津田海岸地先に決定。
- 1964年 - 小松島市、徳島市の両港を合併し小松島港として重要港湾に指定。
- 1966年 - 徳島県木材工業団地を設立。
- 1972年 - 徳島木材団地連合会を設立。
- 1981年 - 徳島港区津田地区に木材専用埠頭（10m）が完成。
- 1988年 - 港則法改正により、徳島港、小松島港が合併し特定港、徳島小松島港となる。
- 2001年 - 徳島小松島港、港湾計画交通政策審議会認可。

## 施設

### 徳島県木材センター
徳島県木材センター協同組合は、1971年（昭和46年）9月に徳島県内の木材流通の中核として設立。
敷地2万1450m2、総事業費2億5千万円を投入し、1973年（昭和48年）6月より操業を開始。

## 交通
- 徳島市営バス「津田」（木材団地入口）下車、徒歩数分。